# Schluss (Literatur)
Als Schluss bezeichnet man das Ende eines literarischen Werks, beispielsweise eines Romans oder Theaterstücks. Hierbei unterscheidet die Literaturwissenschaft verschiedene Formen: Erstens den sogenannten „offenen Schluss“, bei dem der Leser nicht erfährt, wie die Geschichte weitergeht. Hierzu gehören auch die bewusst als Fragment gestalteten Texte der Romantik (wie z. B. Kater Murr von E. T. A. Hoffmann); zweitens das Happy End, bei dem alle Konflikte glücklich aufgelöst werden, und drittens das tragische Ende. Oft folgt dem eigentlichen Schluss noch ein Epilog.
Einen notorischen Extremfall des konventionellen Romanschlusses bilden die sogenannten „Schlusstableaus“ im Romanwerk von E. Marlitt, die dadurch gekennzeichnet sind, dass für alle Figuren – Nebenfiguren eingeschlossen – am Ende des Handlungsverlaufs ein Ehepartner, eine schöne neue Lebensaufgabe oder eine gerechte Strafe gefunden wird, sodass die Leser sich sicher sein können, dass alle Konflikte, von denen der Roman gehandelt hat, am Ende ein für allemal gelöst sind.
Abweichungen von der konventionellen Schlussbehandlung bilden Werke, die mit mehreren möglichen Schlüssen enden. Ein literarischer Schluss setzt einen Anfang voraus.
Adorno hat die erotische Literatur bzw. Pornografie aus dem Gesamtkorpus der Literatur mit dem Argument herauszukategorisieren versucht, dass diese grundsätzlich keinen „normalen“ Aufbau mit Anfang, Mitte und Schluss habe. Wie Susan Sontag 1967 in ihrem Essay The Pornographic Imagination aufgewiesen hat, existieren einerseits jedoch durchaus pornografische Werke mit motiviertem Schluss, und andererseits sei auch ein abrupter Schluss nicht per se ein ästhetischer Fehler, sondern könne durchaus auch das Resultat einer validen künstlerischen Entscheidung sein. Als Beispiel für Letzteres ließe sich etwa Finnegans Wake anführen.

## Hörfunk
- Erich Klein: Letzte Worte – das Finale in der Literatur[3], Langversion eines Beitrags der Ö1 Sendereihe Diagonal, 20. Juni 2020[4]